# Coburger Plan
Als Coburger Plan  wird die Vorstellung bezeichnet, dass ein liberalisiertes Preußen durch sein Vorbild die anderen deutschen Kleinstaaten zu einer Vereinigung zu einem Deutschen Reich bewegen würde. Als Voraussetzung dafür wurde unter anderem eine durch konstitutionelle Monarchie geführte Regierung angesehen, bei der die Minister sich nicht dem Monarchen, sondern gegenüber dem Parlament zu verantworten hätten. Der Coburger Plan wurde von einigen Liberalen des Vormärz vertreten.
Zu den prominentesten Vertretern zählte der deutsche Ehemann der britischen Königin Victoria, Albert von Sachsen-Coburg und Gotha; dessen älterer Bruder und regierende Herzog von Sachsen-Coburg und Gotha, Ernst II., deren Onkel König Leopold von Belgien und der Berater des britischen Königspaars Christian Friedrich von Stockmar. In einem weiteren Sinne zählen auch die spätere deutsche Kaiserin Augusta, die britische Königin Victoria sowie ihre Tochter Kaiserin Victoria dazu. Teile der zum Coburger Kreis zählenden Gruppe versuchten in der sogenannten Coburger Intrige im Vorfeld des Deutschen Kriegs Wilhelm I. vom Krieg gegen Österreich abzubringen.

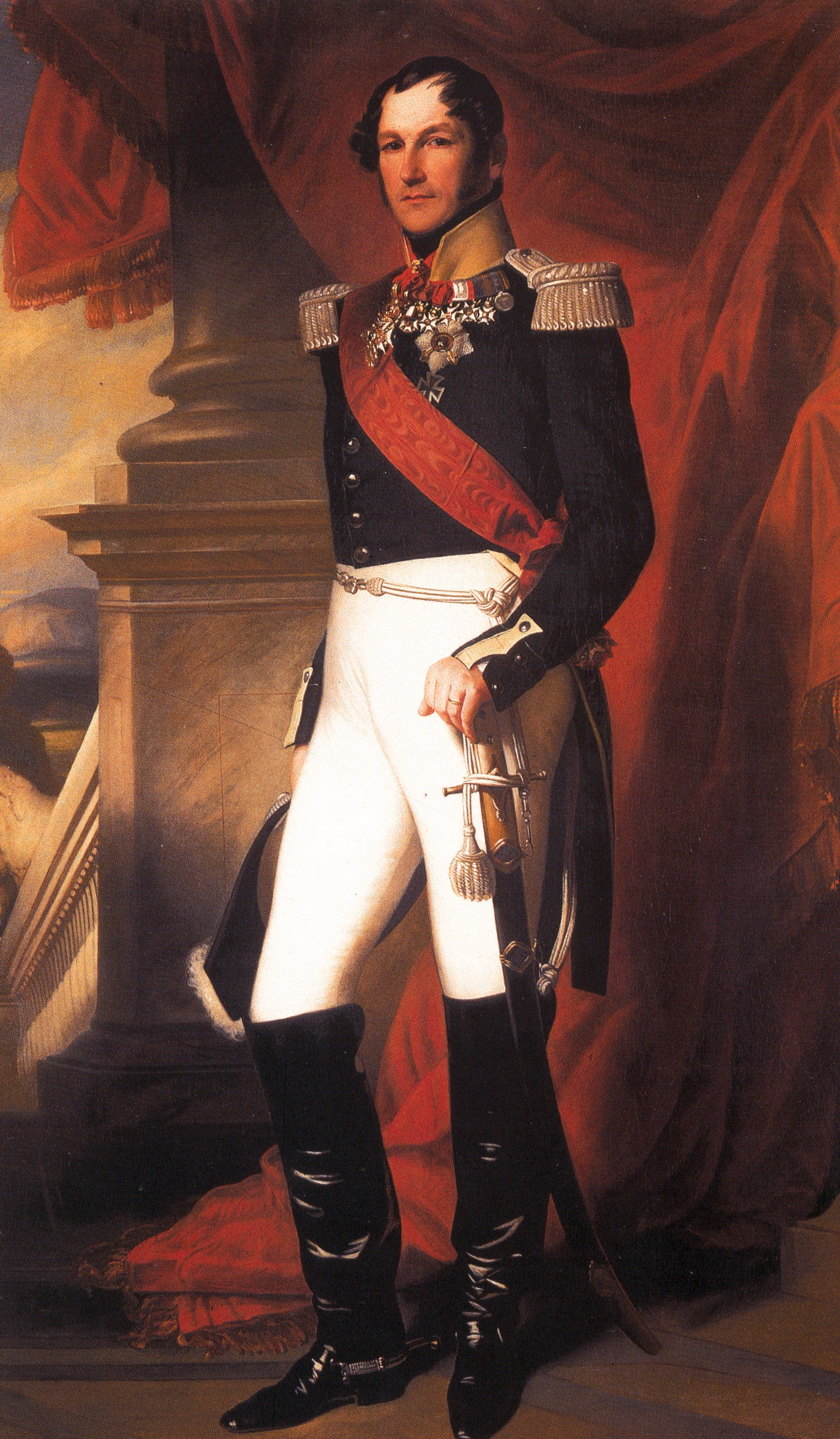
König Leopold I. von Belgien, einer der Unterstützer des Coburger Plans
(Gemälde von Franz Xaver Winterhalter im Roten Empfangszimmer von Schloss Ehrenburg in Coburg)

Bereits während des unfreiwilligen Aufenthalts des preußischen Thronfolger Prinz Wilhelm von Preußen in London während der Revolutionsmonate von 1848 hatte Prinz Albert versucht, diesen von seiner Vision eines unter der Vorherrschaft eines liberalen Preußens vereinigten Deutschlands zu überzeugen. Nach Prinz Alberts Auffassung war dieses Ziel nur zu erreichen, wenn sich Preußen hin zu einer konstitutionellen Monarchie ähnlich der britischen entwickeln würde. Diese Auffassung wurde auch von Prinz Wilhelms Gemahlin, der liberal eingestellten Prinzessin Augusta, geteilt.
Die Verheiratung der Princess Royal Victoria von Großbritannien und Irland mit dem preußischen Prinzen und präsumtiven Thronfolger Friedrich Wilhelm sollte wesentlich beitragen, den Coburger Plan umzusetzen. Prinzessin Victoria war als Tochter von Prinz Albert und Königin Victoria in einem Umfeld aufgewachsen, das davon überzeugt war, dass die Bevölkerung ein Anrecht habe, ein Parlament selber zu wählen, die Minister sich gegenüber diesem Parlament verantworten müssten und der Monarch über der Parteipolitik zu stehen habe. Prinzessin Victoria wurde sehr sorgfältig auf ihre Rolle als preußische Prinzessin vorbereitet. Die Umsetzung des Coburger Plans über die Verheiratung der britischen Prinzessin erwies sich jedoch als schwierig; Die Verlobung, die erst am 17. Mai 1856 bekannt gegeben wurde, stieß in der preußischen Öffentlichkeit auf geteilte Reaktion: Liberale Kreise begrüßten die Verbindung mit dem britischen Königshaus, während die meisten Mitglieder des preußischen Königshauses und der politisch konservativen Kreise die geplante Verbindung ablehnten.
Am 2. Januar 1861 starb König Friedrich Wilhelm IV. Sein Nachfolger war Prinz Wilhelm als Wilhelm I., und Prinz Friedrich Wilhelm, der Gemahl von Prinzessin Victoria, war nun Kronprinz von Preußen. Statt einer zunehmend liberalen, auf der bestehenden Verfassung aufbauenden Politik erfolgte ein Rechtsruck. Der Preußische Verfassungskonflikt, zu dem es unmittelbar nach der Thronbesteigung Wilhelms I. kam, führte zur Berufung des erzkonservativen Otto von Bismarck zum Ministerpräsidenten und einer darauf folgenden politischen Isolierung des Thronfolgerpaares. Der Coburger Plan war endgültig gescheitert, nachdem mit Prinz Albert einer seiner wichtigsten Förderer gestorben und in der Folge der deutschen Einigungskriege das deutsche Kaiserreich gegründet worden war. Anders als erwartet regierte Wilhelm I. bis 1888; der politisch liberale Prinz Friedrich Wilhelm und seine intelligente und gebildete Frau Prinzessin Victoria gelangten erst zur Herrschaft, als Friedrich Wilhelm bereits schwer an Krebs erkrankt war. Als Friedrich III. herrschte er nur 99 Tage. Ihm folgte Wilhelm II., der absolutistische Neigungen hatte.